# Themisto (måne)
Themisto er en måne der kredser om planeten Jupiter: Den har navn efter Themisto, en af Zeus' elskerinder i den græske mytologi.

Den er temmelig lille; mindre end en halv snes kilometer i diameter, og eftersom den aldrig har været undersøgt på nært hold af rumsonder, ved man ikke ret meget om denne lille klode.

## Opdaget to gange
Themisto blev opdaget første gang den 30. september 1975 af Charles Kowal og Elizabeth Roemer: Desværre fik man dengang ikke tilstrækkelig præcise målinger af dens omløbsbane om Jupiter, så kort tid efter tabte man "sporet" af den nye måne. Den forblev en fodnote i faglitteraturen om Jupiters måner, men den 21. november 2000 opdagede et astronom-hold bestående af Scott S. Sheppard, David C. Jewitt, Yanga R. Fernández og Eugene A. Magnier en tilsyneladende "ny" måne omkring Jupiter. Den fik det midlertidige navn S/2000 J 1, men det varede ikke længe før man fandt ud af at den var identisk med den "forsvundne" måne fra 1975. Et andet hold, bestående af Brett J. Gladman, John J. Kavelaars, Jean-Marc Petit, Hans Scholl, Matthew J. Holman, Brian G. Marsden, Philip D. Nicholson og Joseph A. Burns havde også fået øje på S/2000 J 1; de havde blot indberettet deres opdagelse til det såkaldte Minor Planet Center i stedet for til den Internationale Astronomiske Union.

Navnet Themisto blev officielt vedtaget i 2002.